# 三都橋
三都橋（みつはし）は、愛知県北設楽郡設楽町の地名。

## 地理

### 河川・池沼
- 栗島川[1]

### 交通
- 国道473号
- 愛知県道365号田峯三都橋線

### 施設
- 栗島河川公園
- 田原市三都橋交流センター
- 津島神社

### 字一覧
- 井戸沢（いどさわ）[WEB 6]
- 井ノ上（いのうえ）[WEB 6]
- 上貝津（うえがいつ）[WEB 6]
- 内貝津（うちがいつ）[WEB 6]
- 梅久後（うめくご）[WEB 6]
- 落目（おちめ）[WEB 6]
- 落目浦（おちめうら）[WEB 6]
- 落目平（おちめだいら）[WEB 6]
- 上竹平（かみたけだいら）[WEB 6]
- 観野路（かんのじ）[WEB 6]
- カンハカタハ[WEB 6]
- 北久後（きたくご）[WEB 6]
- 北ノ向（きたのむき）[WEB 6]
- 行戸（ぎようど）[WEB 6]
- 久保貝津（くぼがいつ）[WEB 6]
- 黒渕（くろぶち）[WEB 6]
- 古落目（こおちめ）[WEB 6]
- 沢谷（さわだに）[WEB 6]
- 竹平（たけだいら）[WEB 6]
- 竹ノ下（たけのした）[WEB 6]
- 当貝津（とうがいつ）[WEB 6]
- 徳白（とくじろ）[WEB 6]
- 杤島（とちじま）[WEB 6]
- 仲屋切（なかやぎり）[WEB 6]
- 長坂（ながさか）[WEB 6]
- 崩沢（なぎさわ）[WEB 6]
- 野平（のだいら）[WEB 6]
- 東畑（ひがしばた）[WEB 6]
- 東峯坂（ひがしみねざか）[WEB 6]
- 桧木（ひのき）ケタハ[WEB 6]
- 松葉貝津（まつばがいつ）[WEB 6]
- 松葉向（まつばむき）[WEB 6]
- 峯坂（みねざか）[WEB 6]
- 向田（むかいだ）[WEB 6]
- 無知押（むちおし）[WEB 6]
- 竜頭（りゆうづ）[WEB 6]

## 歴史

### 地名の由来
宮淵橋・栗島橋・当貝津橋の3橋が存在することから命名された。

### 沿革
- 1878年（明治11年） - 北設楽郡栗島村・折立村・筒井村が合併し、同郡三都橋村が成立[1]。
- 1889年（明治22年） - 段嶺村大字三都橋となる[1]。
- 1956年（昭和31年） - 設楽町大字三都橋となる[1]。

### 人口の変遷
国勢調査による人口および世帯数の推移。
| 2010年（平成22年） | 44世帯 101人 |  |
| 2015年（平成27年） | 33世帯 71人  |  |
| 2020年（令和2年）  | 34世帯 72人  |  |

### WEB
1. ↑  “愛知県北設楽郡設楽町の町丁・字一覧”.   人口統計ラボ. 2024年4月27日閲覧。
2. 1 2  総務省統計局 (2022年2月10日). “令和2年国勢調査の調査結果(e-Stat) - 男女別人口，外国人人口及び世帯数－町丁・字等” (CSV). 2023年8月2日閲覧。
3. ↑  “読み仮名データの促音・拗音を小書きで表記するもの(zip形式) 愛知県” (zip).   日本郵便 (2024年2月29日). 2024年3月26日閲覧。
4. ↑  “市外局番の一覧” (PDF).   総務省 (2022年3月1日). 2022年3月22日閲覧。
5. ↑  “ナンバープレートについて”.   一般社団法人愛知県自動車会議所. 2024年1月21日閲覧。
6. 1 2 3 4 5 6 7 8 9 10 11 12 13 14 15 16 17 18 19 20 21 22 23 24 25 26 27 28 29 30 31 32 33 34 35 36  “愛知県北設楽郡設楽町三都橋の住所一覧”.   ゼンリン. 2024年5月24日閲覧。
7. ↑  総務省統計局 (2012年1月20日). “平成22年国勢調査の調査結果(e-Stat) - 男女別人口及び世帯数 －町丁・字等” (CSV). 2021年7月21日閲覧。
8. ↑  総務省統計局 (2017年1月27日). “平成27年国勢調査の調査結果(e-Stat) - 男女別人口及び世帯数 －町丁・字等” (CSV). 2021年7月21日閲覧。

### 書籍
1. 1 2 3 4 5  「角川日本地名大辞典」編纂委員会 1989, p. 1277.